# 江別ブルーインズ
江別ブルーインズ（えべつブルーインズ）は、北海道江別市に本拠地を置き、日本野球連盟に加盟している社会人野球のクラブチームである。

## 沿革
- 1982年2月 - 北海道札幌市を本拠地として、東部札幌クラブのチーム名で創部[1]。
- 1985年 - 後援会が発足[1]。全日本クラブ野球選手権に初出場[1]。
- 1986年6月 - 新チームとして再出発するにあたり、チーム名を公募し札幌ブルーインズとなった[1]。
- 2024年
  - 2月 - 本拠地を北海道江別市に移転し、チーム名も江別ブルーインズに変更した[2]。
  - 3月28日 - 江別市と「生涯スポーツを楽しめるまちづくりを推進する協定」を締結[3]。

## 主要大会の出場歴・最高成績
- 全日本クラブ野球選手権：出場3回、最高成績2回戦

## 元プロ野球選手の競技者登録
- 大窪士夢（元：埼玉西武ライオンズ）- 投手（2024年 - ）